# Virgilio Mantegazza
Virgilio Mantegazza   (Milà, 30 de gener de 1889 - Milà, 3 de juliol de 1928) va ser un tirador d'esgrima italià que va competir durant la dècada de 1920.
El 1924 va prendre part en els Jocs Olímpics de París, on disputà dues proves del programa d'esgrima. Guanyà la medalla de bronze en la competició d'espasa per equips, mentre en la prova individual fou sisè.